# Быркин, Вадим Валентинович
Бы́ркин Вади́м Валенти́нович (род. 7 мая 1964, Нюрба, Якутская АССР, СССР) — советский журналист, российский кинопродюсер, специалист по рекламе и связям с общественностью.

## Биография

### Ранние годы
Родился 7 мая 1964 года в посёлка Нюрба Ленинского района Якутской АСС. Отец — Быркин Валентин Яковлевич, лётчик гражданской авиации. Мать — Березина Ираида Прокофьевна, руководящий работник лёгкой промышленности, партийный работник. В связи со служебными переездами родителей ранние годы Вадима прошли в нескольких городах СССР: Нюрбе, Тольятти, Степанакерте и Куйбышеве (нынешняя Самара).
В 1986 году окончил Куйбышевский государственный университет по специальности «Филолог. Преподаватель русского языка и литературы», отдельная специализация — журналистика.
Служил в Вооружённых силах СССР с 1986 по 1988 год. Кандидат в мастера спорта по дзюдо.

### Журналистская деятельность
В 1988 году стал пресс-секретарём Аркадия Ивановича Вольского, заведующего отделом машиностроения ЦК КПСС, в Комитете особого управления НКАО (г. Степанакерт). Организовывал работу советских и зарубежных журналистов в зоне чрезвычайного положения. В 1990 году Вадим Быркин стал собственным корреспондентом ТАСС по Нагорному Карабаху. В 1991 году стал специальным корреспондентом военной редакции ТАСС, неоднократно выезжая в «горячие точки» бывшего СССР. Его журналистские материалы публиковались во многих российских и мировых СМИ. Сотрудничал с телепрограммами «Итоги» и «Вести». В качестве внештатного корреспондента («стрингера») сотрудничал с ведущими иностранными телекомпаниями ZDF, ARD, ABC, CNN, размещая видеоматериалы из «горячих точек».
В 1993 году награждён Орденом «За личное мужество»
В 1994 году в качестве главного редактора Быркин возглавил "Московское агентство «Публицист», учреждённое известными российскими публицистами и общественными деятелями: Георгием Арбатовым, Алесем Адамовичем, Галиной Старовойтовой, Левоном Айрапетяном, Симоном Соловейчиком, Андреем Нуйкиным, Владимиром Дашкевичем, Юрием Черниченко и другими. В этой должности занимался организацией размещения материалов агентства, написанных его учредителями, в зарубежных СМИ.

### Карьера специалиста по массовым коммуникациям
В 1997 году закончил карьеру журналиста и стал директором департамента общественных связей и рекламы «United Financial Group» (основной акционер — Фёдоров, Борис Григорьевич. В этом же году возглавил департаменты общественных связей (принадлежащих Борису Фёдорову) Инвестиционного банка «Восток-Запад» и Восточно-европейского страхового агентства.
В 1998 году стал пресс-секретарём Бориса Фёдорова, возглавившего Федеральную налоговую службу РФ и назначенного вице-премьером Правительства РФ. В 1999 году покинул должность, организовав собственный бизнес: PR-агентство «Регион-Социум», которое успешно занималось продвижением участников Ассоциации губернаторов «Центральная Россия» и региональных бизнес-лидеров. Кроме того, являлся советником губернатора Ярославской области Анатолия Лисицына с 1999 по 2011 год, а также его помощником в Совете Федерации РФ.
В 2000 году создал рекламное агентство «Анно Домини. Агентство стиля», ставшее основоположником интегрированной рекламы (Продакт-плейсмент) в России, сделав её массовым инструментом. Основным партнёром в развитии этого бизнеса выступил бренд Nemiroff. Компания быстро сумела стать лидером продакт-плейсмента в России и Европе, и за 15 лет разместила интегрированную рекламу в свыше 340 кинофильмах и телесериалах (всего — свыше 4000 часов продукции). Среди клиентов были такие бренды, как Samsung, Volvo, «Росгосстрах», «КАМАЗ», «РЖД» и другие. Быркин также участвовал в размещении рекламы в музыкальных клипах, например, бренда Nemiroff в клипе Леди Гаги Bad Romance. В 2002 году Быркин применил интегрированную рекламу в качестве инструмента массовой коммуникации для продвижении Всероссийской переписи населения через выпуски телепрограммы «Пока все дома» (нынешняя «Когда все дома»).
Кроме того, в качестве специалиста по связям с общественностью он работал на федеральных и региональных выборах, консультировал политиков и бизнесменов.

### Продюсирование
В 2001 году начал карьеру кинопродюсера, занявшись производством фильма «Вальс на прощание» (рабочее название — «Муки любви»). Фильм в условиях упадка российского кинематографа в начале 2000 годов стал совместным производством «Регион-Социум» и ВГИК в рамках поддержки выпускников института, для которых проект являлся дипломном работой, например, для режиссёра Каринэ Фолиянц и оператора Олега Лукичёва. Кроме того, в картине свои последние роли сыграли народные артисты СССР Любовь Соколова и Андрей Ростоцкий.
В 2004 году совместно с творческим объединением «Дуэт» Людмилы Гурченко спродюсировал спектакль «Апостол Павел», показы которого проходили в Зале Церковных Соборов Храма Христа Спасителя.
Драма «Дура» (2005) режиссёра Максима Коростышевского стала вторым продюсерским проектом Вадима Быркина в кинематографе. Фильм удостоился специального показа на Московском международном кинофестивале" в июне 2005 года.
Телесериал «Лола и Маркиз» (режиссёра Валентина Донскова), снятый по повестям Натальи Александровы в 2005 году для канала «РЕН ТВ», стал проектом, который Вадим Быркин со своим партнёром, украинским продюсером Олегом Коханом, сняли исключительно на средства от рекламы, интегрированной в фильм. Это первый проект с подобной схемой финансирования на российском телевидении.
Следующим проектом Быркина (совместно с прокатчиком «Двадцатый Век Фокс СНГ») стала историческая драма «Ярослав. Тысячу лет назад», выход которой был приурочен к 1000-летию города Ярославль. Примечателен тот факт, что для съёмок фильма был возведён деревянный город на берегу Волги. Проект стал участником ряда российских и иностранных кинофестивалей, в том числе Таллинского кинофестиваля «Тёмные ночи» в 2010 году.
Другим продюсерским проектом Быркина, выпущенным в прокат кинокомпанией «Двадцатый Век Фокс СНГ», была комедия «Сокровища О. К.» режиссёра Дмитрия Коробкина. Фильм, снятый к Казанской универсиаде 2013 года, тепло принят в республике, однако в российском прокате не показал хороших результатов.
«Балканский рубеж» (режиссёра Андрея Волгина) — российско-сербский военный блокбастер, спродюсированный Вадимом Быркиным совместно с Гошей Куценко, Василом Шевцем и Татьяной Курановой. За этот фильм Быркину был вручён приз за «Лучшую продюсерскую работу» (2019) от Ассоциации Продюсеров Кино и Телевидения (АПКИТ) на кинофестивале «ВЕЧЕ». «Балканский рубеж» получил Гран-при XVII международного фестиваля военного кино имени Ю. Н. Озерова (май, 2019 г.), а так же «За лучшую женскую роль» Ровшаны Курковой и «Лучшую операторскую работу» Вадима Лисневского. Проект также стал участником официальной международной программы Шанхайского кинофестиваля в 2019 году и вошёл в Китае в рейтинг лучших проектов XXI века о военных конфликтах. Британская газета Times же в редакционной статье подвергла фильм обструкции, назвав его «мягкой силой Путина».
Согласно зрительскому рейтингу интернет-сервиса «Кинопоиск», проект стал лучшим российским фильмом 2019 года.
В 2019 году в рамках поддержки молодых режиссёров Вадим Быркин стал продюсером короткометражного фильма «Отпуск» режиссёра Антона Сазонова. По итогам кинофестиваля в Локарно проект удостоился премии за лучшую режиссуру. Кроме того, в 2020 фильм вошёл в программу Sundance Film Festival (США). Тем самым, впервые за много лет российский фильм такого формата стал участником крупнейшего мирового фестиваля независимого кино.

## Награды и премии
- Орден «За личное мужество» (за журналистские репортажи из "горячих точек")[3]
- приз за «Лучшую продюсерскую работу» (2019) от Ассоциации Продюсеров Кино и Телевидения (АПКИТ) на кинофестивале «ВЕЧЕ» за российско-сербский фильм «Балканский рубеж» (режиссёра Андрея Волгина) совместно с продюсером Гошей Куценко.
- сам фильм («Балканский рубеж») получил Гран-при XVII международного фестиваля военного кино имени Ю. Н. Озерова (май, 2019 г.)

## Личная жизнь
- Первая жена (с 1983 по 2000 год) — Наталья Быркина (Сидорова), бывший корреспондент радио «Эхо Москвы» и редактор отделов экономики «РИА Новости» и Bloomberg. 
  - Есть общий сын — Кирилл Быркин[10] (1986 года рождения), актёр Театра наций и Центра театра и кино под руководством Никиты Михалкова.
- Вторая жена (с 2001 года по настоящее время) — Светлана Чуйкина[11], известная российская актриса кино и театра. 
  - Сын — Никита Быркин (2002 года рождения).

## Фильмография
Продюсер фильмов:
- 2005 — «Дура»
- 2005 — «Лола и Маркиз»
- 2007 — «Вальс на прощание»
- 2009 — «Клоуны»
- 2010 — «Ярослав. Тысячу лет назад»
- 2013 — «Сокровища О. К.»
- 2019 — «Балканский рубеж»
- 2019 — «Отпуск»
- 2023 — «Плакать нельзя»
- 2025 — Красный шёлк